# باسیل رویسدل
باسیل رویسدل (انگلیسی: Basil Ruysdael؛ ۲۴ ژوئیه ۱۸۸۸ در جرزی سیتی– ۱۰ اکتبر ۱۹۶۰ در هالیوود) یک هنرپیشه، و خواننده اپرا اهل ایالات متحده آمریکا بود.
از فیلم‌ها یا برنامه‌های تلویزیونی که وی در آن نقش داشته است می‌توان به به اصطبل بیا، تلاش واپسین، مدرسه اوباش و اراذل، پینکی، کری، خیابان یک‌طرفه اشاره کرد.
وی با نام اصلی باسیل اسپالدینگ میلسپو (به انگلیسی: Basil Spaulding Millspaugh) در جرزی سیتی به دنیا آمد. به عنوان دانشجویی خاص از ۱۸۹۸ تا ۱۸۹۹ در دانشگاه کرنل به تحصیل مشغول بود و همزمان در باشگاه گلی دانشگاه کرنل به خواندن می‌پرداخت. وی با صدای مردانهٔ باس-باریتون بین سالهای ۱۹۱۰ تا ۱۹۱۸میلادی با گروه اپرای متروپولیتن به همکاری مشغول بود. در دوران جنگ جهانی اول، او در مواجه با ستارگانی مانند انریکو کاروسو و جرالدین فیرر به عنوان یک خوانندهٔ باس برجسته ظاهر شد.
در سال ۱۹۱۸ میلادی وی در نیویورک بر روی صحنه نمایش ظاهر شد. در سال ۱۹۲۳ به کالیفرنیا نقل مکان کرد و به آموزش صدا مشغول شد. مشهورترین هنرجوی وی، ستاره اپرا لارنس تیبت بود.
رویسدل در ۱۰ اکتبر ۱۹۶۰ در سن ۸۲ سالگی به علت عوارض بعد از عمل جراحی در بیمارستانی در هالیوود درگذشت و در اوماها، نبراسکا به خاک سپرده شد.

## گزیدهٔ فیلم‌شناسی
- به اصطبل بیا (۱۹۴۹)
- یگان رزمی (۱۹۴۹)
- پینکی (۱۹۴۹)
- خیابان یک‌طرفه (فیلم ۱۹۵۰) (۱۹۵۰)
- کری (۱۹۵۲)
- مدرسه اوباش و اراذل (۱۹۵۵)
- تلاش واپسین (۱۹۵۸)
- سواره‌نظام (۱۹۵۹)
- صد و یک سگ خالدار (۱۹۶۱) (صدا)